# Microrregión del Bajo Parnaíba Piauiense
La microrregión del Bajo Parnaíba Piauiense es una de las microrregiones del estado brasileño del Piauí perteneciente a la mesorregión Norte Piauiense. Su población según el censo de 2010 es de 329.372 habitantes y está dividida en dieciocho municipios.La población de la microrregion está formada por una mayoría de negros y mulatos 54.1 , caboclos (mestizos de indios y blancos)24.8, blancos de origen portugués y árabe 20.9,y asiáticos 0,2 además según el censo ibge 2010 habitan la microrregion 109 indígenas. Posee un área total de 12.493,995 km².

## Municipios
- Barras
- Batalha
- Boa Hora
- Brasileira
- Cabeceiras do Piauí
- Campo Largo do Piauí
- Esperantina
- Joaquim Pires
- Joca Marques
- Luzilândia
- Madeiro
- Matias Olímpio
- Miguel Alves
- Morro do Chapéu do Piauí
- Nossa Senhora dos Remédios
- Piripiri
- Porto
- São João do Arraial

- Datos: Q606845